# FK Novi Sad
FK Novi Sad (Servisch: Фк Нови Сад) is een Servische voetbalclub uit de stad Novi Sad. De club werd in 1921 opgericht, zeven jaar na de oprichting van Vojvodina Novi Sad. Vojvodina is de club van de stad en FK heeft altijd in de schaduw van de grote broer gespeeld.

## Geschiedenis
FK was meestal actief in de lagere klassen maar kon toch ook af en toe in de schijnwerpers tredne. In 1961 promoveerde de club naar de hoogste klasse van het toenmalige Joegoslavië. Met één punt voorsprong op Vardar Skopje kon de club net het behoud verzekeren. Het volgende seizoen werd de club achtste met vier plaatsen voorsprong op rivaal Vojvodina (twee punten voorsprong). Het was de eerste keer dat Novi Sad het beter deed dan Vojvodina. Het derde seizoen in de hoogste klasse werd de club fataal en Novi Sad degradeerde.
Na de verbrokkeling van Joegoslavië kon de club het nog niet tot de hoogste klasse schoppen die nu niet meer de concurrentie van de andere deelstaten had. In 1996 bereikte de club wel de halve finale van de Beker van Joegoslavië, maar verloor daar van Rode Ster. In 1999 promoveerde de club naar de tweede klasse en miste daar in 2000 de titel. Kampioen FK Beograd besloot niet te promoveren maar in de plaats dat FK mocht promoveren besloot de voetbalbond dat Sartid Smederevo in de hoogste klasse mocht blijven. Tot 2004 eindigde de club telkens in de top vier maar zakte dan ineens weg naar een dertiende plaats op twintig. In 2006 werd de club voorlaatste en degradeerde naar de derde klasse. Daar werd de club met 24 punten voorsprong op Proleter Novi Sad kampioen en kon zo terugkeren naar de tweede klasse. Intussen speelt de club in de vierde klasse. 

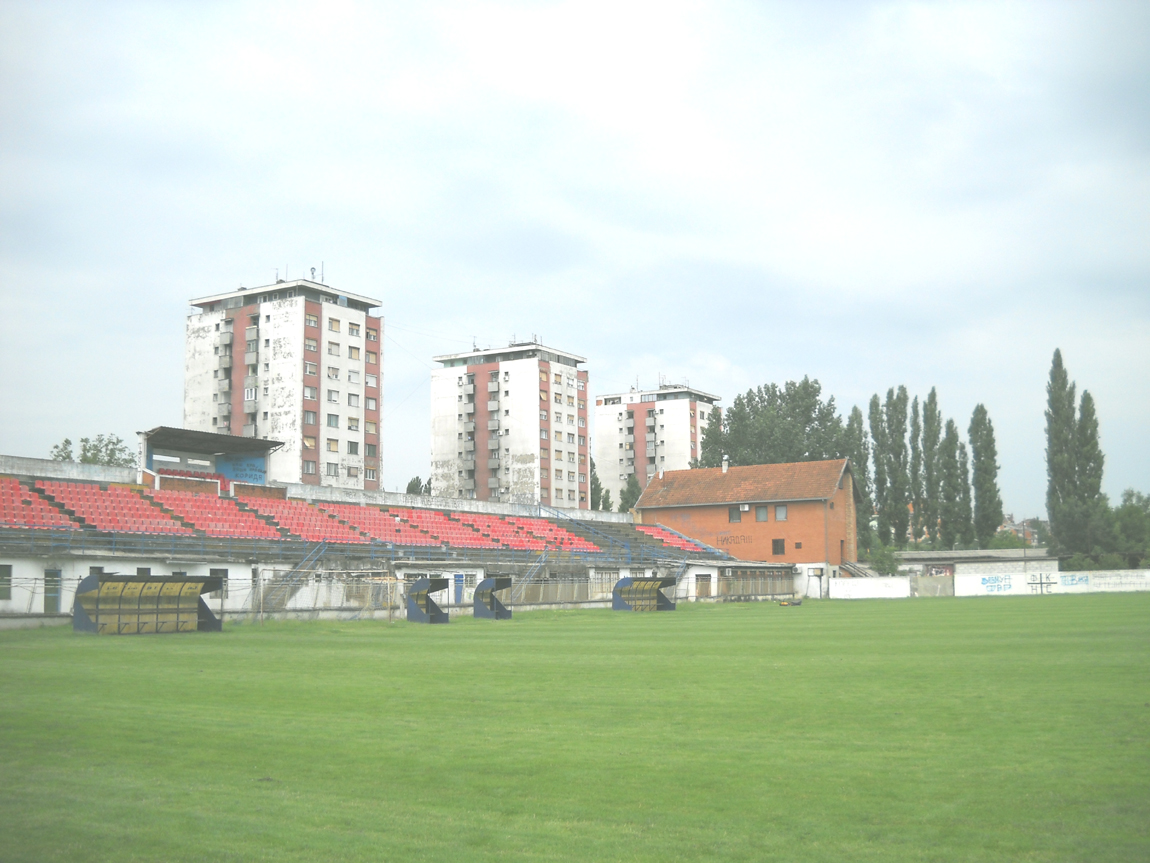